# Dixidae
Dixidae (midge meniscus) là một họ Diptera nước. Ấu trùng sống trong nước ngọt không ô nhiễm;.

## Hình ảnh

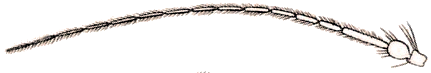
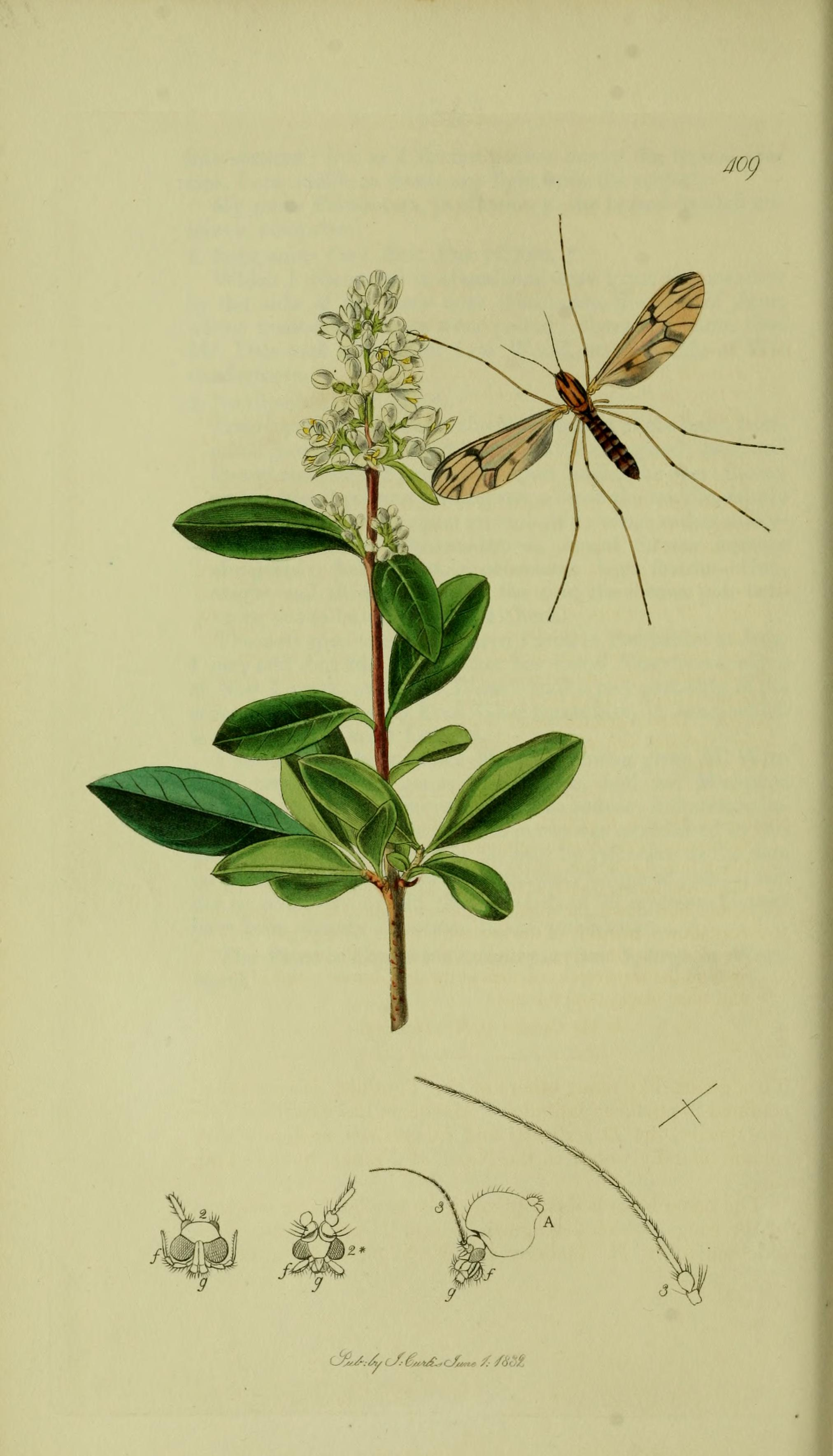
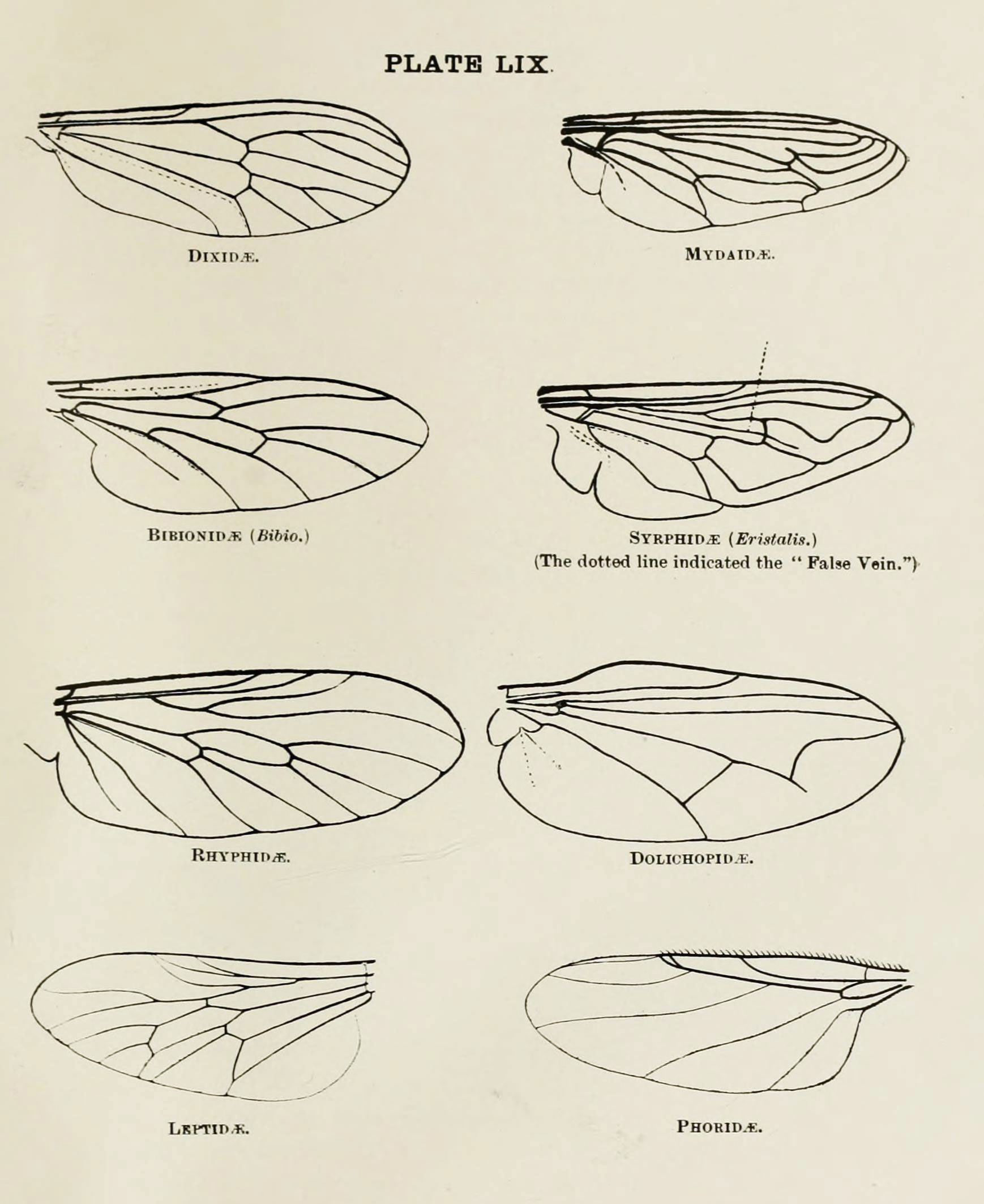